# Aleš Roztočil (právník)
Aleš Roztočil (* 1978) je český právník a soudce.
Vystudoval právo, teologii a evropskou integraci. Je autorem komentáře ke stavebnímu zákonu i desítek odborných článků.
Od února 2013 je soudcem Nejvyššího správního soudu.